# Bil Herd

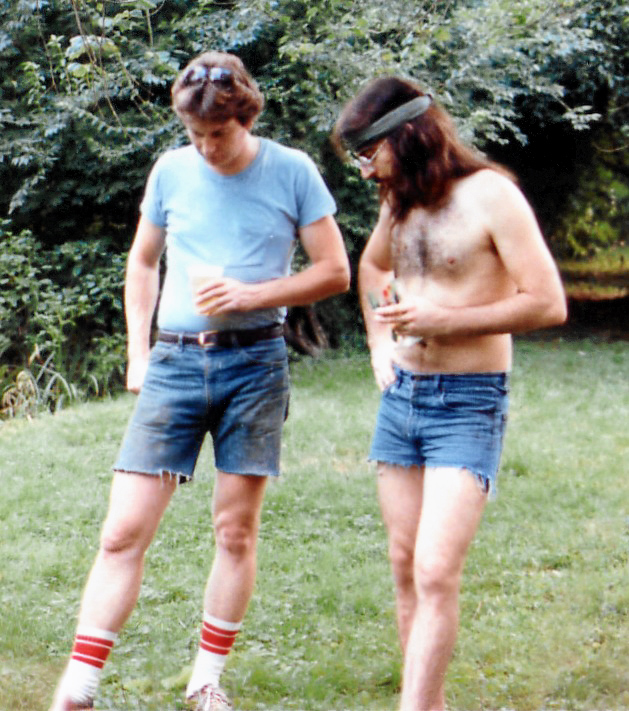
Bil Herd (t h) och Dave DiOrio runt 1983.

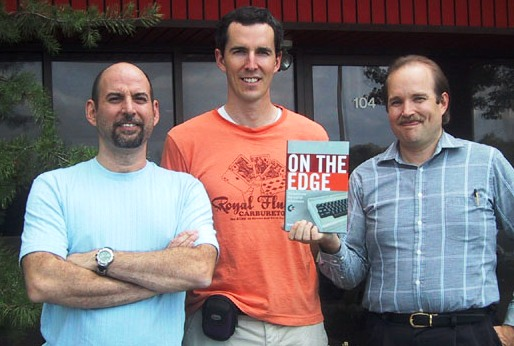
Bil Herd (t v), författaren Brian Bagnall och Robert Russell (2005)

Bil Herd är en amerikansk ingenjör som bland annat är känd för att ha utvecklat hårdvara till ett antal 8-bitars datorer från det amerikanska företaget Commodore, inklusive Commodore Plus/4, C16/116 och C128.